# شمس الدين محمد خنجي
شمسُ الدين مُحمَّد المعروف بـ محمد أبو نجم بن عبد السلام الخنجي العباسي الهاشمي (1305 - 1384) هو ابن الشيخ عبد السلام خنجي ووريثه في خِلافته لأهل خنج والمُريدين يُكنى أبو نجم وبه عُرفِت ذُريَّتُه آل نجمي، اشتهر بصفات السخاء والزهد والتقوى والكشف والكرامات مثل أبيه وكان باب منزله مفتوح للضيوف وأهل الطريقة من المتصوفين والشريعة، توفي في خنج وما تزال آثار مدرسته ومسجده وضريحه فيها.

## نسبه
شمس الدين محمد بن عبد السلام خنجي بن الشیخ عباس بن الشیخ إسماعیل بن حمزة بن أحمد بن محمد بن هارون بن مهدی بن مرشد بن محمود بن أحمد بن علي بن مبارك بن عبد السلام بن سعید بن عبد الغني بن طلحة بن أحمد بن إسماعیل بن سلیمان بن جعفر الأكبر بن أمير المؤمنين والخليفة العبّاسي أبو جعفر المنصور بن محمد بن علي بن عبد اللّه بن العباس بن عبدالمطلب الهاشمي القُرشي.